# Corveia
A corveia ou corveia real (do latim corrogare, exigir, através do francês corvée) é uma obrigação presente no modo de produção feudal e correspondia ao pagamento através de serviços prestados nas terras ou instalações do senhor feudal ou feudo vassal ou estado.
De 2 a 4 dias por semana, o servo era obrigado a cumprir diversos trabalhos como, por exemplo, fazer a manutenção do castelo, construir um muro, limpar o fosso do castelo, limpar o moinho, etc. Podia também realizar trabalhos de plantio e colheita no manso senhorial.